# Erioscelis
Erioscelis (лат.) — род пластинчатоусых жуков из подсемейства Dynastinae. Неотропика (Центральная и Южная Америка; на север до Никарагуа). Около 5 видов.

## Описание
Среднего размера жуки. От близких родов отличается следующими признаками: клипеус субквадратный, выступающий вперёд, рога отсутствуют, окраска коричневая или чёрная, блестящая, средние тазики почти соприкасаются. Самцы отличаются увеличенными передними ногами и крупными коготками. Виды Erioscelis связаны с ночными цветущими родами в семействе Araceae.
Три вида Erioscelis обнаружены на растениях родов Dieffenbachia, Philodendron, Syngonium, Montrichardia.

### Виды
- Erioscelis columbica Endrödi, 1966
- Erioscelis emarginata (Mannerheim, 1829)
  - = Apogonia emarginata Mannerheim, 1829 typus
- Erioscelis peruana Saylor, 1946
- Erioscelis proba (Sharp, 1877)
- Erioscelis sobrina Höhne, 1921